# Laphria doryca
Laphria doryca är en tvåvingeart som först beskrevs av Jean Baptiste Boisduval 1835.  Laphria doryca ingår i släktet Laphria och familjen rovflugor. Inga underarter finns listade i Catalogue of Life.